# Monnina loxensis
Monnina loxensis är en jungfrulinsväxtart som beskrevs av George Bentham. Monnina loxensis ingår i släktet Monnina och familjen jungfrulinsväxter. Inga underarter finns listade i Catalogue of Life.